# Bernard Ashmole
Bernard Ashmole (Ilford, 1894 – Peebles, 25 febbraio 1988) è stato un archeologo inglese, specializzato nella scultura antica greca.
Ha tenuto una serie di cattedre durante la sua vita; Archeologia classica presso l'Università di Londra tra il 1929 e il 1948, Archeologia classica presso l'Università di Oxford tra il 1956 e il 1961, e Arte greca e Archeologia presso l'Università di Aberdeen tra il 1961 e il 1963.
È stato anche Custode delle Antichità greche e romane presso il British Museum nel periodo 1939-1956.